# Nyceryx fernandezi
Nyceryx fernandezi is een vlinder uit de familie van de pijlstaarten (Sphingidae). De wetenschappelijke naam van de soort werd in 1999 gepubliceerd door Haxaire & Cadiou.